# Vladimir Peralović
Vladimir Peralović (Владимир Пераловић; sinh ngày 10 tháng 10 năm 1991) là một tiền đạo bóng đá Serbia thi đấu cho Proleter Novi Sad.

## Cúp và giải thưởng
Giải bóng đá bóng đá Serbia
- Giải hạng nhất Serbia ː 2017/18. [2]